# 機動戦士ガンダム オペレーション:トロイ
『機動戦士ガンダム オペレーション:トロイ』（きどうせんし-）は、近藤和久の漫画。角川書店の漫画雑誌「ガンダムエース」にて2007年3月号から2008年1月号まで連載された。

## 概要
アニメ『機動戦士ガンダム』で描かれた一年戦争を舞台にした、戦局に翻弄された連邦･ジオンの名も無き兵士達の戦いを描く連作短編集で、作者の得意とするミリタリー漫画色の強い内容となっている。
Xbox 360用のゲームソフト『ガンダム オペレーショントロイ』を原作としているが、ゲームの発売が長期にわたって延期されたため、連載はゲーム版発売の前年に終了している。そのためかストーリーは独自のものとなっており、ゲーム版に登場しない兵器やモビルスーツも登場する。

## エピソード
- 最前線（第1話、第2話）
地上に侵攻したジオン軍は、新兵器であるモビルスーツザクの力で圧倒的優位に立ち、連邦軍は苦戦を強いられる。連邦兵は限られた兵器で、ザクに対し決死の抵抗を試みる。
- 往路（第3話） 反路（第4話）
劣勢の各地基地の補給のため、連邦軍はミデア輸送機による空輸部隊を差し向けるが、制空権が十分でない中の空輸は死と隣り合わせのものだった。戦闘機の援護が受けられない状況において、敵ドップ部隊に対抗できるのは、防空能力と航続距離を強化したガンシップ型のミデアだけだった。
- 脱出（第5話） 帰還（第6話）
マゼラトップの墜落で連邦軍勢力圏に不時着したジオンの女性兵士キャッツアイ7は、連邦軍の野営地を発見する。野営地への夜襲と同時に彼女の救出が試みられるが、救出ヘリは敵の攻撃によって撃墜されてしまう。やむなくキャッツアイ7は連邦兵から奪ったバイクで塹壕地帯の突破を試みる。
- 鉄壁の盾（第7話、第8話）
制海権を握る連邦軍にジオン軍は潜水艦とそれに搭載される水中用モビルスーツの投入で対抗しようとしていた。大西洋を航行中のフリゲート艦（艦名不明）は、司令部より発せられた「ベルファースト基地を襲撃した水中用モビルスーツが逃走中。これを捕捉、撃破せよ」という電信を受ける。ここに、フリゲート艦と水中用モビルスーツズゴックの死闘が繰り広げられる。
- ドッグラン（第9話、第10話）
オデッサの戦い以降、地球上におけるジオン軍の勢力は大幅に弱体化していた。戦力の立て直しを図るため、ジオン軍は突出した連邦軍部隊の側面を機動性の高いモビルスーツドムで構成されたマイヤー中隊の速攻によって切り崩す作戦に出るのだが……
- ゼロサムゲーム（単行本描き下ろし）
強力なモビルスーツも、市街地に立て篭もった歩兵部隊を完全に制圧する事はできない。連邦軍の部隊が布陣する市街地に対し、ジオン軍はモビルスーツ、マゼラアタック、装甲兵員輸送車を次々と投入し、制圧を試みる。

## 単行本
2007年12月26日刊行 ISBN 978-4047139978